# Akedo Kazumi
Akedo Kazumi est un nom japonais traditionnel ; le nom de famille (ou le nom d'école), Akedo, précède donc le prénom (ou le nom d'artiste).
 (juillet 2012).
Akedo Kazumi (明戸 和巳), né le 7 juin 1947 à
Hamamatsu, est un joueur de go professionnel japonais.